# 球蛋白
球蛋白（globulin）是球状蛋白质的一员，分子量大于白蛋白，不溶或微溶于纯水但溶于稀盐、稀酸和稀碱溶液，能被饱和硫酸铵溶液沉淀。球蛋白广泛存在于动物和植物中，如血球蛋白、肌球蛋白和植物种子球蛋白等。
大部分的球蛋白由免疫系统制造，少数由肝脏产生；球蛋白在人体血液的正常浓度为 2.6-3.5 g/dL。

## 例子
- 大豆种子中的豆球蛋白
- 血液中的血清球蛋白
- 肌肉中的肌球蛋白
- 免疫球蛋白